# نمذجة مباني سداسية الأبعاد
يشير مصطلح نمذجة مباني سداسية الأبعاد (بالإنجليزية:  6D BIM)‏ وهو اختصار (لنمذجة معلومات البناء ذات الأبعاد الستة) والذي يستخدم على نطاق واسع في صناعة البناء، إلى الارتباط الذكي لمكونات أو مجموعات 3D CAD الفردية مع جميع جوانب معلومات إدارة دورة حياة المشروع.
النموذج 6D عادة ما يتم تسليمه إلى المالك عندما يتم الانتهاء من مشروع البناء. "يسمى نموذج كما بنيت AS BUILT "
وفي هذا النموذج يتم تعبئة المعلومات ذات الصلة بالمبنى ومكوناته مثل بيانات المنتج والتفاصيل، كتيبات الصيانة/التشغيل ومواصفات جداول القطعيات للمواد، الصور، معلومات ضمان المواد والأجهزة، روابط ويب للمنتجات على الإنترنت، معلومات مصنعي المواد وبيانات الاتصال، إلخ.
وتكون قاعدة البيانات هذه متاحة للمستخدمين/أصحاب المشروع من خلال بيئة معلومات الويب (حوسبة سحابية)، وكذلك فهي تهدف إلى مساعدة مديري المرافق في تشغيل وصيانة المرافق.
المصطلح هو أقل شيوعا في المملكة المتحدة وتم استبدال مع الإشارة إلى (AIR) و (AIM) كما هو محدد في PAS1192-3:2014.
في بعض المنتديات يعتبر إدارة دورة حياة المبنى هو البعد السابع، بينما يتم استخدام البعد السادس في معايير الاستدامة (الطاقة، البيئة)